# Grim Reaper
Grim Reaper (från 2006 Steve Grimmett's Grim Reaper) är ett brittiskt heavy metal-band som bildades 1979. Gruppen består av sångaren Steve Grimmett, gitarristen Ian Nash, basisten Richie Walker och trummisen Pete Newdeck. Bandet räknas till New Wave of British Heavy Metal. Den som grundade bandet var den tidigare gitarristen Nick Bowcott.

## Medlemmar
Nuvarande medlemmar
- Steve Grimmett (född 19 augusti 1959 i Swindon, England) – sång (1979–1981, 1981–1988, 2006– )
- Ian Nash – gitarr (1979, 2006– )
- Mart Trail – basgitarr (2016– )
- Paul 'Needles' White – trummor (2014– )

Tidigare medlemmar
- Bernie Brittain – basgitarr
- Paul DeMercado – sång (1979–1981)
- Pete Newdeck – trummor (1979–1981, 2006–2010)
- Nick Bowcott – gitarr (1979–1988)
- Dave Wanklin – basgitarr (1981–1987)
- Geoff Curtis – basgitarr (1987–1988)
- Lee Harris – trummor (1982–1984)
- Mark Simon – trummor (1984–1988)
- Kevin Neale – basgitarr (1979–1981)
- Adrian Jacques – trummor (1981–1982)
- Richie Walker – basgitarr (1979, 2006-2008)
- Philip Matthews – basgitarr (1981)
- Blazing Boon Rogan – flygelhorn (1985)
- Chaz Grimaldi – basgitarr (2008–2016)
- Mark Rumble – trummor (2010–2014)
- Ritchie Yeates – gitarr (2016)
- Julian Hill – basgitarr (2018–?)

Turnerande medlemmar
- Martin Trail – basgiarr (2016–)
- Steve Stine – gitarr (2016–)
- Julian Hill – basgitarr (2018–)
- Mark Pullin – trummor (2018–)
- Chaz Grimaldi – basgitarr (2019–)

## Diskografi
Studioalbum
- Bleed 'Em Dry (1981)
- See You In Hell (1984)
- Fear No Evil (1985)
- Rock You To Hell (1987)

EP
- For Demonstration Only (1982)
- Demo '83 (1983)

Singlar
- "See You in Hell" (1984)
- "The Show Must Go On" (1984)
- "Fear No Evil" (1985)
- "Rock You To Hell" (1987)

Samlingsalbum
- See You In Hell / Fear No Evil (1998)
- Best Of Grim Reaper (1999)